# Мамурлук 3
Мамурлук 3 (енгл. The Hangover Part III) је филмска комедија из 2013. године у режији Тода Филипса по сопственом филмском  сценарију који је писао заједно са Крејгом Мазином, док су продуценти филма Даниел Голдберг и Тод Филипс.  Наставак је филма Мамурлук у Бангкоку из 2011. године. Музику је компоновао Кристоф Бек.
Глумачку екипу чине Бредли Купер, Ед Хелмс, Зак Галифанакис, Кен Џеонг, Мелиса Макарти, Хедер Грејам, Џефри Тамбор, Џастин Барта и Џон Гудман. Светска премијера филма је била одржана 23. маја 2013. године у Сједињеним Америчким Државама. 
Буџет филма је износио 103 милиона долара, а зарада од филма је 362 милиона долара.

## Улоге
| Глумац          | Улога       |
| --------------- | ----------- |
| Бредли Купер    | Фил Веник   |
| Ед Хелмс        | Сту Прајс   |
| Зак Галифанакис | Алан Гарнер |
| Кен Џеонг       | Лесли Чау   |
| Мелиса Макарти  | Касандра    |
| Хедер Грејам    | Џејд        |
| Џефри Тамбор    | Сид Гарнер  |
| Џастин Барта    | Даг Билингс |
| Џон Гудман      | Кингсли     |